# 에브라임

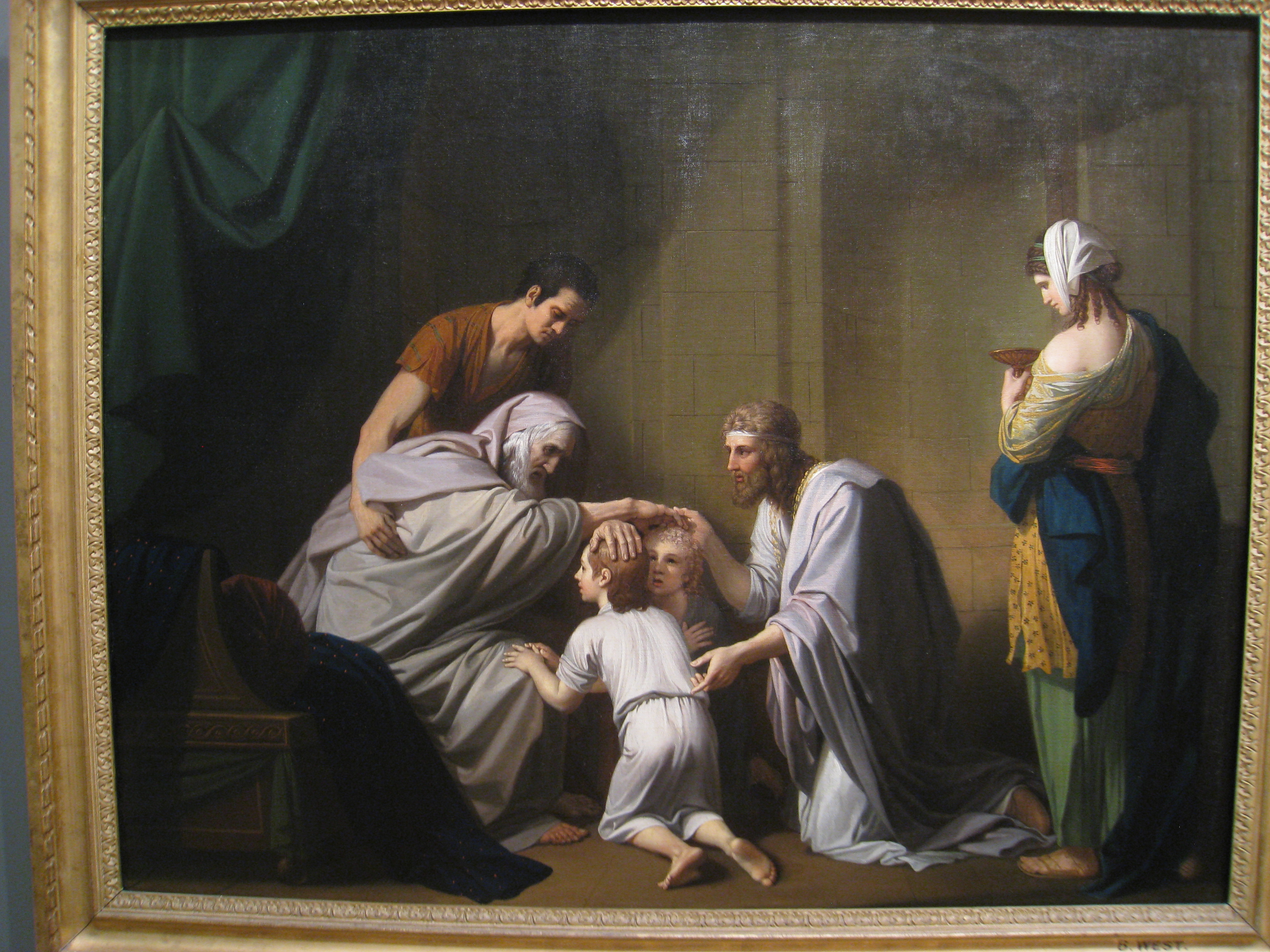
므나쎄와 에브라임을 축복하는 야곱. 벤저민 웨스트의 1766-1768년 그림.

에브라임(개역개정, 공동번역성서), 혹은 에프라임(로마 가톨릭교회)(히브리어: אֶפְרַיִם)은 구약성경 중 창세기의 등장인물로, 야곱의 손자이자 요셉과 아스낫의 차남이자 므나쎄의 동생이다. 에브라임의 어머니 아스낫은 파라오가 요셉에게 준 여인으로, 온(헬리오폴리스)의 제사장 보디베라의 딸이다. 에브라임은 이스라엘 자손들이 이집트로 들어오기 전에 이집트에 태어났다.
민수기는 에브라임의 아들들이 수델라, 베겔, 다한이라고 기록한다. 역대상 7장에서는 에브라임에게 에셀과 엘르앗이라 하는 아들도 있었는데, 이들이 가드(Gath) 사람들의 가축을 약탈하다가 살해당했다고 기록한다. 그 뒤 낳은 아들의 이름을 재앙을 받았다는 의미에서 브리아라고 지었다. 브리아는 이후 이스라엘 백성들을 이끌고 가나안 땅을 정복한 눈의 아들 여호수아의 조상이 되었다.
북이스라엘 왕국의 왕이었던 여로보암 역시 에브라임 지파의 인물이었다.

## 성서해석

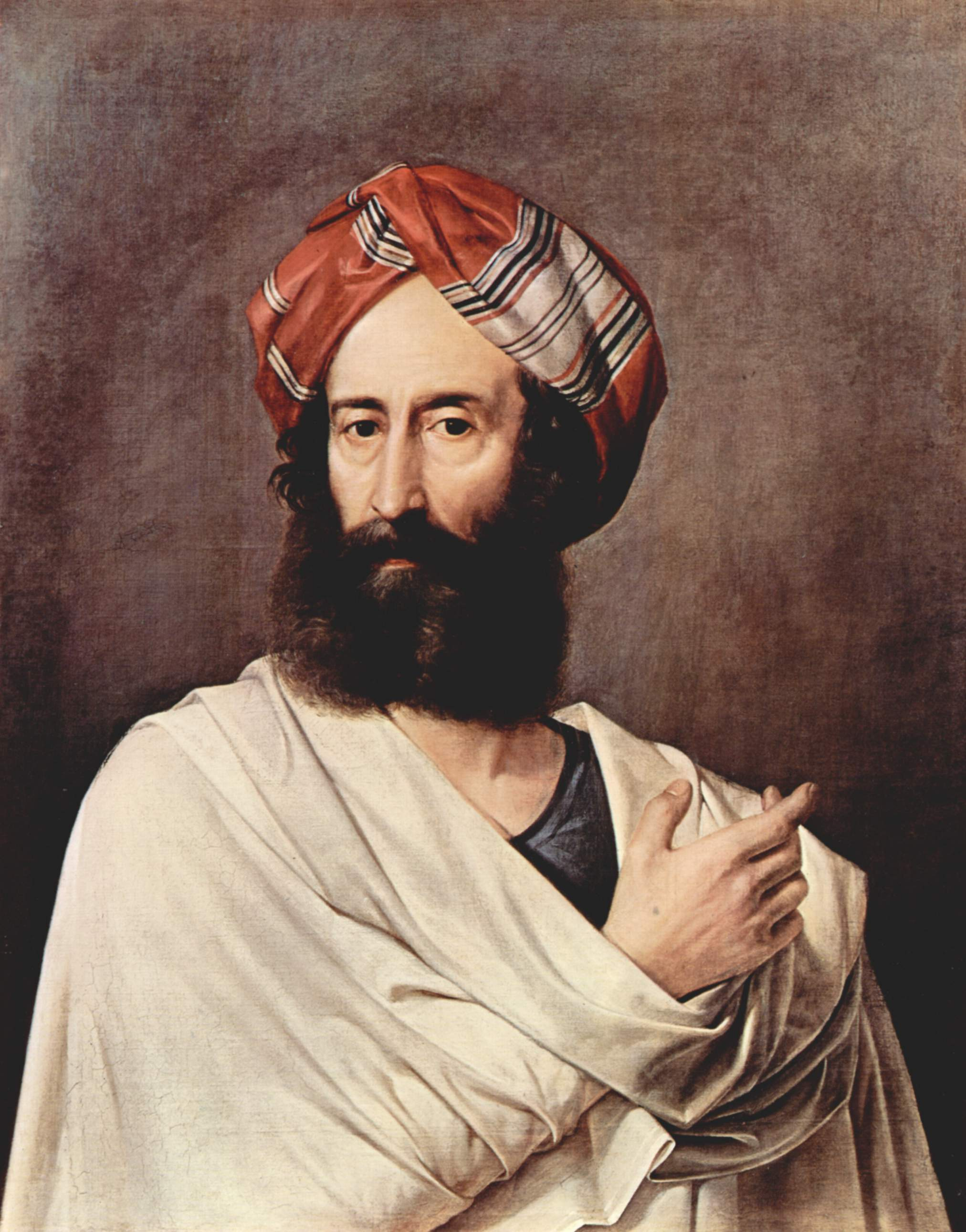
에브라임. 프란체스코 하예즈 그림.

모세오경 중 창세기에서는 요셉이 이집트에서 성공한 뒤에 "하나님이 나를 내가 수고한 땅에서 번성하게 하셨다"라는 뜻에서 '창성함'이라는 뜻의 히브리아 '바라'(פָּרָה)에 착안하여 에브라임의 이름을 지었다고 설명한다. 따라서 에브라임의 이름은 1인칭 단수, 미래 등등의 의미를 부여하는 접두사 알레프(א)를 붙여 '창성하리라'는 뜻으로 해석할 수 있다.
에브라임은 요셉의 차남으로, 형의 이름은 므나쎄이다. 요셉은 마치 자신의 아버지 야곱이 어머니 라헬을 통해 두 아들을 낳았듯, 부인 아스낫의 사이에서 므나쎄와 에브라임의 두 아들을 낳았다. 역사학자들은 같은 어머니에게서 태어났다는 성경의 서술이, 므나쎄 지파와 에브라임 지파가 과거에 요셉 지파라는 하나의 지파였다는 사실의 흔적이라고 해석하기도 한다. 또한 이들의 주장에 따르면, 라헬의 두 아들인 요셉과 베냐민의 후손인 요셉 지파와 베냐민 지파 역시 먼 과거에 하나의 공동체였을 수도 있다. 더 나아가 이스라엘의 열두 지파 중 요셉 지파와 베냐민 지파만이 이집트 출신으로 출애굽을 통해 가나안으로 들어온 유일한 지파들일 수도 있다는 가능성이 제기된다. 이 이론에 따르면, 요셉 지파와 베냐민 지파를 제외한 나머지 지파는 가나안의 토착민이었다. 또한 야곱이 아내를 얻기 위해 라반을 방문했다는 이야기에서 야곱이 라반에게 얻은 재물과 가족들은 요셉 지파가 이집트에서 가나안으로 들어오며 얻은 재물과 인구를 상징한다. 라반 설화 중 여호와 문서가 그 원전으로 보이는 설화에서는 라헬 등 다른 부족의 모계 통치자들은 전혀 언급되지 않는다.

## 유대교 전승
에브라임은 야곱에게 축복을 받을 때 형인 므나쎄에 앞서 장자권을 받는데, 이를 두고 요셉이 마치 야곱이 이사악을 속인 것처럼 장님인 야곱을 속여 임종 전에 에브라임에게 복을 주도록 한 것이라는 주장도 있다. 이 축복을 묘사하는 본문에는 단발어인 שכל ("sh-k-l")가 등장하는데, 고전 랍비 문헌에서는 여기에 특별한 비밀이 숨겨져있다고 본다. 그 외의 랍비 문헌들은 이것이 지혜라는 뜻의 '세켈'이라는 단어로 보며 야곱이 자녀를 축복할 때 누구를 축복하는지 분명히 알고 있었다고 본다. '시켈'로 보고 야곱이 에브라임으로 하여금 므나쎄를 멸하게 하리라는 유언을 전하고 있다는 해석도 있다.
고대 랍비 문헌에서 에브라임은 이기적이지 않고 겸손한 사람으로 묘사된다. 이들은 므나쎄 대신 에브라임이 장자권을 얻게 된 것이 에브라임의 겸손함 때문이며, 야곱이 에브라임을 더 축복한 것은 순전히 야훼가 그리 인도하였기 때문이라고 말한다.

## 같이 보기
- 므나쎄
- 에브라임 지파
- 므나쎄 지파